# Kronborgia caridicola
Kronborgia caridicola is een platworm (Platyhelminthes). De worm is tweeslachtig. De soort leeft in het zoute water.
Het geslacht Kronborgia, waarin de platworm wordt geplaatst, wordt tot de familie Fecampiidae gerekend. De wetenschappelijke naam van de soort werd voor het eerst geldig gepubliceerd in 1966 door Kanneworff & Christensen.